# Lancaster (Pennsylvanie)
Pour les articles homonymes, voir Lancaster.
La ville de Lancaster (en anglais [ˈlæŋkɨstər]) est le siège du comté de Lancaster, dans le Commonwealth de Pennsylvanie, aux États-Unis. Sa population s’élevait à 59 322 habitants lors du recensement de 2010, estimée à 59 420 habitants en 2018.

## Histoire
Fondée sous le nom de Hickory Town, la ville a été rebaptisée Lancaster par John Wright, en hommage à la ville britannique du même nom. Son emblème, la rose rouge, est celui de la maison de Lancastre. Durant la révolution américaine, elle fut brièvement la capitale des colonies le 27 septembre 1777, quand le Congrès continental dut fuir Philadelphie, qui avait été conquise par l’armée britannique. Après s’être réuni pendant un jour, le Congrès se déplaça à York, en Pennsylvanie. Lancaster a été la capitale de l’État de 1799 à 1812, date à laquelle Harrisburg devint la capitale.

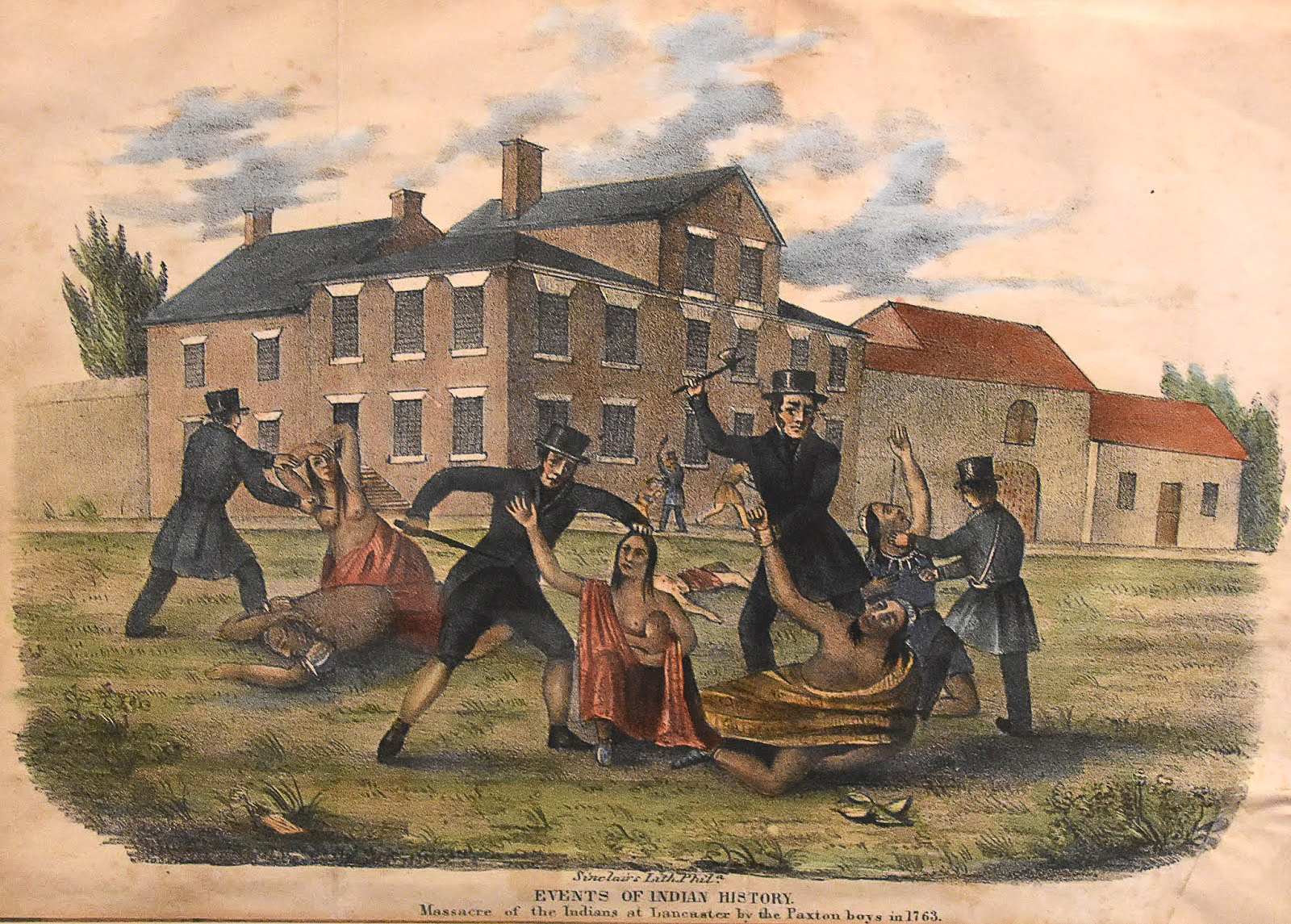
Massacre des Indiens à Lancaster en 1763 par les Paxton Boys.

## Démographie
| Groupe            | Lancaster | Pennsylvanie | États-Unis |
| ----------------- | --------- | ------------ | ---------- |
| Blancs            | 55,2      | 81,9         | 72,4       |
| Autres            | 19,0      | 2,4          | 6,2        |
| Afro-Américains   | 16,3      | 10,9         | 12,6       |
| Métis             | 5,8       | 1,9          | 2,9        |
| Asiatiques        | 3,0       | 2,8          | 4,8        |
| Amérindiens       | 0,7       | 0,2          | 0,9        |
| Total             | 100       | 100          | 100        |
|                   |           |              |            |
| Latino-Américains | 39,4      | 5,7          | 16,7       |

Selon l'American Community Survey, pour la période 2011-2015, 75,83 % de la population âgée de plus de 5 ans déclare parler l'anglais à la maison, 18,47 % déclare parler l'espagnol, 2,41 % une langue africaine, 1,11 % le khmer, 0,57 % le serbo-croate et 1,62 % une autre langue.

## Patrimoine architectural
Église Sainte-Marie (catholique), fondée en 1743 par les Jésuites allemands.

## Personnalités liées à la ville
- Benjamin Smith Barton, botaniste américain, y est né en 1766.
- Henry Ernest Muhlenberg, pasteur luthérien et botaniste, y est mort en 1815.
- Barney Ewell, athlète spécialiste du sprint, y est mort en 1996
- Tristan Egolf, écrivain américain (Le seigneur des porcheries), y est mort en mai 2005
- Le groupe de metalcore August Burns Red, est originaire de Lancaster.
- Richard Plepler, ancien dirigeant HBO en 1960.
- Bruce Sutter (1953-2022), joueur américain de baseball, y est né.

## Jumelage
- Bet Shemesh (Israël)